# Nationalpark Pali Aike

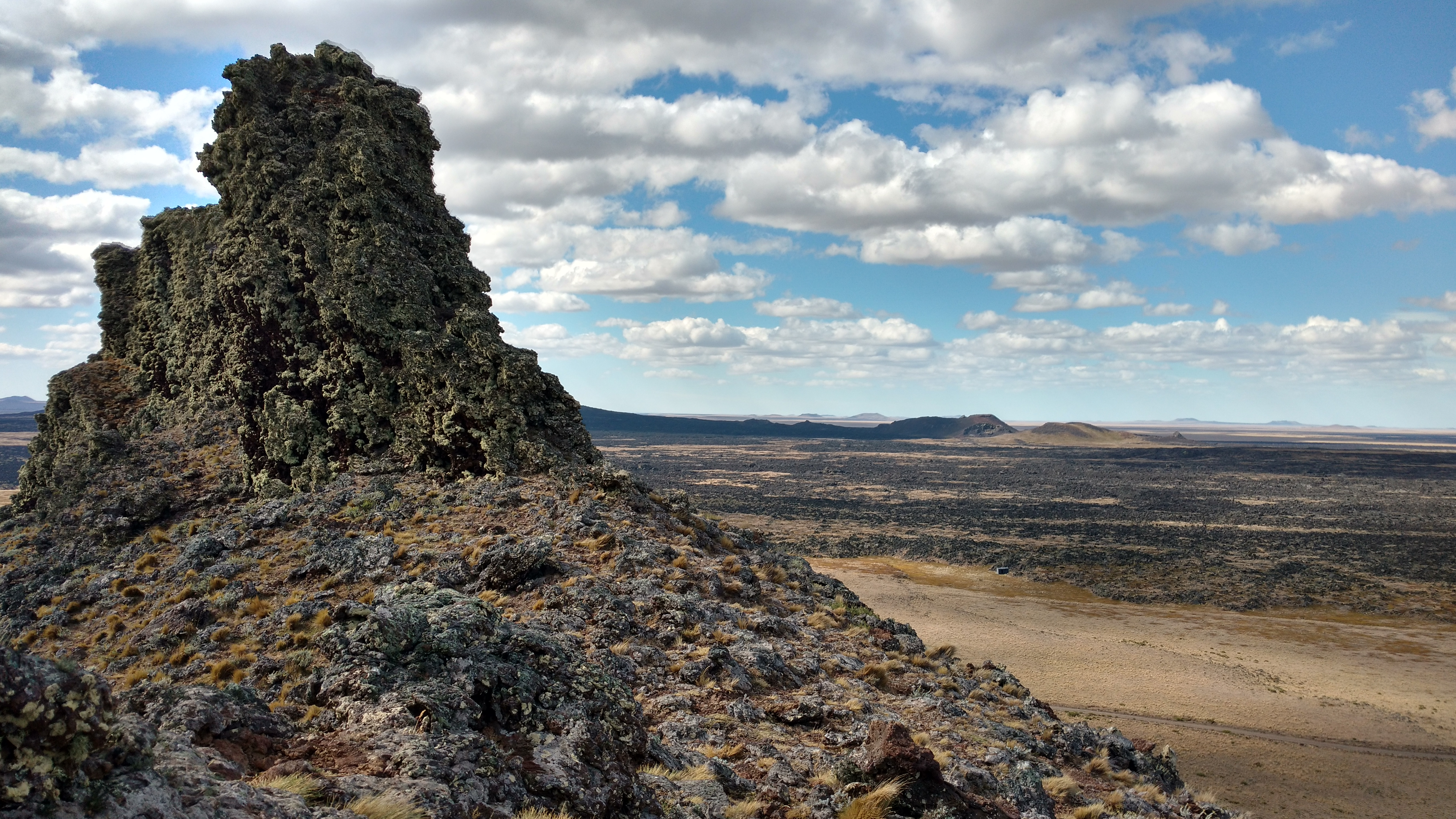
Landschaft im Nationalpark Pali Aike

Koordinaten: 52° 6′ S, 69° 44′ W
Der Nationalpark Pali Aike (span. Parque Nacional Pali Aike) ist ein Nationalpark im äußersten Süden des chilenischen Festlandes, nordöstlich von Punta Arenas. Er besteht seit 1970 und umfasst auf einer Fläche von rund 50 km² einen Teil des gleichnamigen Pali-Aike-Vulkanfelds mit dem Pali-Aike-Krater.
Eine Höhle im Nationalpark, sowie mit Fell’s Höhle eine zweite, außerhalb des Schutzgebietes sind archäologische Fundplätze aus der paläoindianischen Periode. Die Steinwerkzeuge werden auf ein Alter von rund 11.000 Jahre datiert und gehören damit zu den ältesten in Südamerika. Die Pali-Aike- und die Fell’s Höhle wurden 1998 gemeinsam der UNESCO als Welterbe vorgeschlagen.